# Lone (Vorname)
Lone ist ein weiblicher Vorname.

## Herkunft und Bedeutung
Der Name wird vor allem im Dänischen verwendet und ist die Kurzform von Abelone.

## Bekannte Namensträgerinnen
- Lone Dybdal (* 1955), dänische Marathonläuferin
- Lone Dybkjær (1940–2020), dänische Politikerin
- Lone Fischer (* 1988), deutsche Handballspielerin
- Lone Fleming (* 1945), dänische Schauspielerin
- Lone Frank (* 1966), dänische Wissenschaftsjournalistin und Biologin
- Lone Jörgensen (* 1962), dänische Dressurreiterin
- Lone Kristoffersen (* 1961), dänische Curlerin
- Lone Larsen (* 1955), Bildhauerin und Malerin
- Lone Smidt Nielsen (* 1961), dänische Fußballspielerin
- Silva Lone Saländer (* 1983), deutsche Fußballspielerin
- Lone Scherfig (* 1959), dänische Regisseurin und Drehbuchautorin